# 169 f.Kr.

## Händelser

### Efter plats

#### Grekland
- Makedoniska styrkor ledda av Perseus av Makedonien fångar en romersk armé ledd av konsuln Quintus Marcius Phillipus nära Tempedalen, men makedonierna lyckas inte utnyttja sitt taktiska övertag i situationen.
- Kung Perseus ber seleukiderkungen Antiochos IV att gå samman med honom mot den fara, som Rom utgör mot alla hellenistiska monarker, men Antiochus IV svarar inte.

#### Romerska republiken
- Lagen Lex Voconia instiftas i Rom av tribunen Quintus Voconius Saxa, med stöd av Cato den äldre. Denna lag förhindrar dem vars egendom uppgår till minst 100.000 sestertier från att göra en kvinna till sin arvinge.

## Avlidna
- Quintus Ennius, episk poet, dramatiker och satiriker, den mest inflytelserika av de tidiga latinska poeterna och ofta kallad den romerska litteraturens grundare eller den romerska poesins fader. Hans epos Annales, en berättande dikt om Roms historia från Aeneas vandringar till Ennius egen tid, förblir det romerska nationaleposet innan de senare ersätts av Vergilius Aeneiden (född 239 f.Kr.)